# La Formation de l'acteur
La Formation de l'acteur (titre anglais : An Actor Prepares ; titre original : Рабо́та актёра над собо́й, tr. Rabóta aktyora nad sobóy) est un livre théorique sur le théâtre écrit par l'auteur et metteur en scène russe Constantin Stanislavski, publié en 1936.
Il est, avec La Construction du personnage et les Cahiers de régie du même auteur, la base de la création de la technique d'interprétation appelée la « Méthode » utilisée à l'Actors Studio.

## Historique de la publication
La Formation de l'acteur est publié pour la première fois en 1936, à New-York, chez l'éditeur Theatre Arts, et est la première traduction des livres de Constantin Stanislavski. Il était initialement prévu que le livre soit le premier volume d'un ouvrage consacré à la préparation « intérieure » de l'acteur. Le second volume, publié par la suite sous le nom de La Construction du personnage, est, quant à lui, porté sur la préparation « extérieure » de l'acteur. 
Le livre prend la forme d'un journal intime tenu par un étudiant nommé Kostya pendant sa première année de formation à la méthode Stanislavski. Kostya et ses camarades ont peu, voire aucune, expérience en matière d'art théâtral. Au fur et à mesure des leçons, Torstov, leur professeur et metteur en scène, s'adresse à tous les préjugés qu'ils ont acquis par le passé et qui ne sont pas compatibles avec son « système ». Le livre trouve ainsi une façon originale et indirecte d'enseigner. Il est également expliqué que le système n'est pas une méthode particulière, mais une analyse systémique de l'ordre « naturel » de la vérité théâtrale.
Le système que Stanislavski décrit est un moyen pour à la fois maîtriser la technique de l'acteur et stimuler sa créativité individuelle et son imagination. C'est la méthode qui est derrière la majorité des représentations que l'on voit aujourd'hui, que cela soit sur scène ou à l'écran.
Le livre est autobiographique et traite d'aspects très variés des aptitudes de l'acteur, dont l'action, l'imagination, la concentration, l'attention, la relaxation des muscles, le groupe et les objectifs, la foi et un certain sens de la vérité, la mémoire émotionnelle, la communion, l'adaptation, les forces de motivations internes, la « ligne non franchie » (« unbroken line »), l'état intérieur de créativité, le super-objectif et l'esprit subconscient. Torstov, le metteur en scène, explique tout cet art en détail et transforme ainsi La formation de l'acteur en un véritable roman.
Le livre commence quand Kostya et ses camarades sont en train d'attendre leur première leçon du metteur en scène. Ils sont à la fois excités et nerveux à l'idée de le rencontrer et sont surpris quand il leur dit que leur premier exercice consiste à reprendre quelques scènes d'une pièce. Kostya et deux de ses amis jouent une version d'Othello, Kostya jouant le rôle principal. Après cela le metteur en scène leur explique leurs erreurs. À la fin du livre les étudiants se remémorent leur premier exercice et Kostya se rend compte de tout le progrès fait depuis.